# Tortue dans la culture
La tortue apparaît aussi bien dans l'art que dans la culture populaire et revêt des symboliques différentes selon la culture de chaque région. Symbole de lenteur en Europe, elle symbolise la fertilité en Afrique et tient un rôle cosmogonique en Amérique précolombienne et en Asie, où elle est, en outre, symbole de longévité.

## Cultes, traditions et symbolisme

### Afrique
En Afrique, la tortue représente la femme par opposition au serpent, ces deux reptiles symbolisant respectivement la fertilité et la virilité. Chez les Bafia (ethnie au Cameroun), la tortue est aussi le symbole de la justice, de la paix et du bonheur. Ce totem est sacré : on ne le consomme pas, on le respecte, on le craint. Le totem est présenté comme le fondement des institutions, un modèle de comportement, une exigence d'organisation.

### Amérique
La tortue est très présente dans l'ensemble des cultures des Amériques. L'"île de la Tortue" est le nom utilisé par de nombreux peuples de langues algonquiennes situés au Nord-ouest de l'Amérique du Nord pour désigner le continent américain.
Dans différentes histoires des peuples autochtones, la tortue fait  référence aux origines de la vie : les légendes racontent en effet qu'elle soutiendrait le monde. La tortue revêt plusieurs significations selon les cultures. Pour certaines, elle symbolise la vie en elle-même. L'île de la Tortue est rattachée à plusieurs croyances spirituelles sur la création du monde. Pour d'autres, la Tortue incarne l'identité, la culture, l'autonomie et un profond respect pour l'environnement.
Sur le continent américain, la Tortue est associée au féminin et au lunaire : elle symbolise l'eau, la Lune, la création, la fertilité, l'immortalité et la lenteur, mais également la connaissance, la concentration, et la sagesse - principalement parce qu'elle se replie dans sa coquille, s'isolant du monde et revenant ainsi à son état primitif.
Pour certains peuples autochtone, elle représente la Terre-Mère, symbolisant la paix, le calme, la longue vie et la bonne santé.
Les Amérindiens d'Amérique du Nord voyaient dans la tortue la représentation du monde au-dessus et en-dessous de nous. Ils l'érigeaient en une sorte de totem de la création de la Terre.
Les Mayas considéraient la tortue comme un symbole de la création du Monde, sa carapace étant la représentation de la voûte céleste.
Dans la communauté des Inuits au nord du Canada, la tortue est associée à la Terre-Mère procréatrice de la lignée de tous les Hommes.
En Martinique, la tortue fait partie intégrante de l’environnement patrimonial et culturel.
La Tortue est très présente aux Antilles. Une île en Haïti porte le nom d'"Ile de la Tortue"
En Guyane, les tortues sont bel et bien présentes dans l'art et dans la culture populaire. Elles imprègnent la culture des Kali'na au travers de l'alimentation, de la tradition orale, de l'artisanat, de la musique, des légendes ou encore des contes populaires. Leurs œufs sont consommés au même titre que leur viande. Dans certaines familles ou villages, la consommation de la viande des tortues est toutefois complètement prohibée. Dans l'artisanat, les femmes utilisent la représentation de cet animal dans leurs décorations ou leurs tatouages. Chez les hommes, certains petits sièges en bois zoomorphes représentent parfois une tortue terrestre : il n'est pas rare d'observer une stylisation des plaques de leurs carapaces. Cette stylisation est également utilisée en vannerie.

#### Contes
- Les Hurons-Wendats et la Grande Tortue[7]

- conte créole sur la tortue : La tortue et l'araignée[8]

### Asie

#### Chine

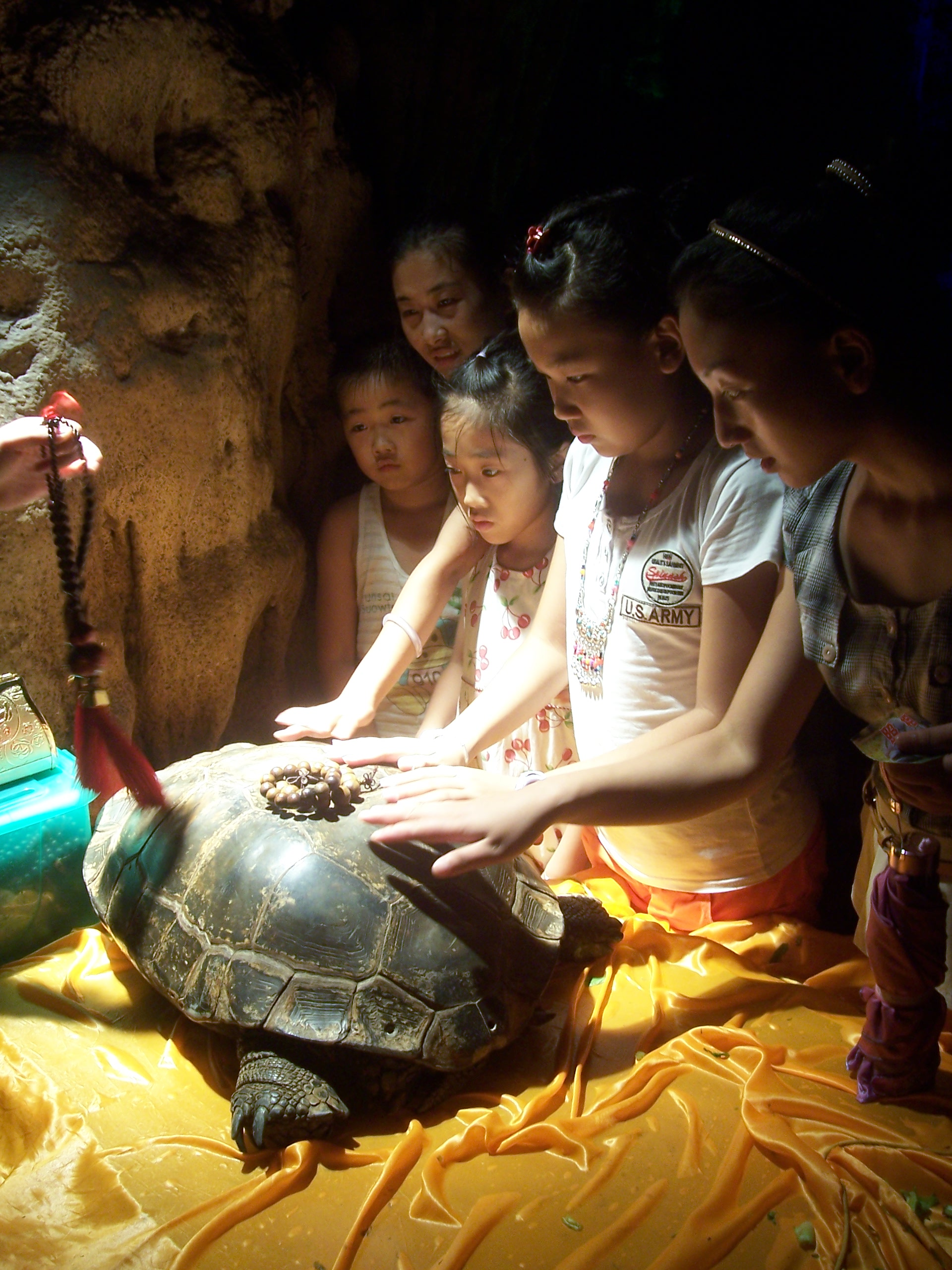
À Guilin, dans la grotte de la Flûte de roseau, les membres d'une famille chinoise touchent la carapace d'une tortue pluricentenaire, considérée comme un symbole de longévité.

En Chine, la tortue possède une symbolique particulièrement forte et importante, car elle est l'allégorie du monde. Du point de vue géométrique le plastron de la tortue forme un carré inscrit dans le cercle formé par la dossière de la carapace, figurant ainsi la conception schématisée du monde chinois : le carré au centre du monde représente la Chine, les parties entre la dossière et le plastron représentent le reste du monde, et le monde céleste s'étend au-delà du cercle. La tortue est donc connue en Chine comme détenant les secrets du ciel et de la terre. Dans le culte des ancêtres, les Chinois pratiquaient la nécromancie par le biais des tortues : c'est le principe de la scapulomancie. Ainsi, ils inscrivaient sur un morceau de carapace de tortue une question qu'ils désiraient poser aux ancêtres, après quoi ils exposaient ce morceau dans les flammes. Le craquèlement du morceau de carapace sous l'effet de la chaleur devait signifier la réponse des ancêtres. Le morceau était alors confié à un collège divinatoire qui interprétait les craquelures. Un exemple de cette pratique, datant de la période Shang, est notamment visible au musée Guimet à Paris.

#### Japon
Au Japon, la tortue est symbole de chance et de longévité. La tortue est considérée comme un animal de bon augure censé apporter 10 000 ans de bonheur. Dans le folklore japonais, le kappa est un monstre maléfique au corps de tortue qui vit dans les rivières, y attirant les enfants pour les noyer.

#### Monde indien

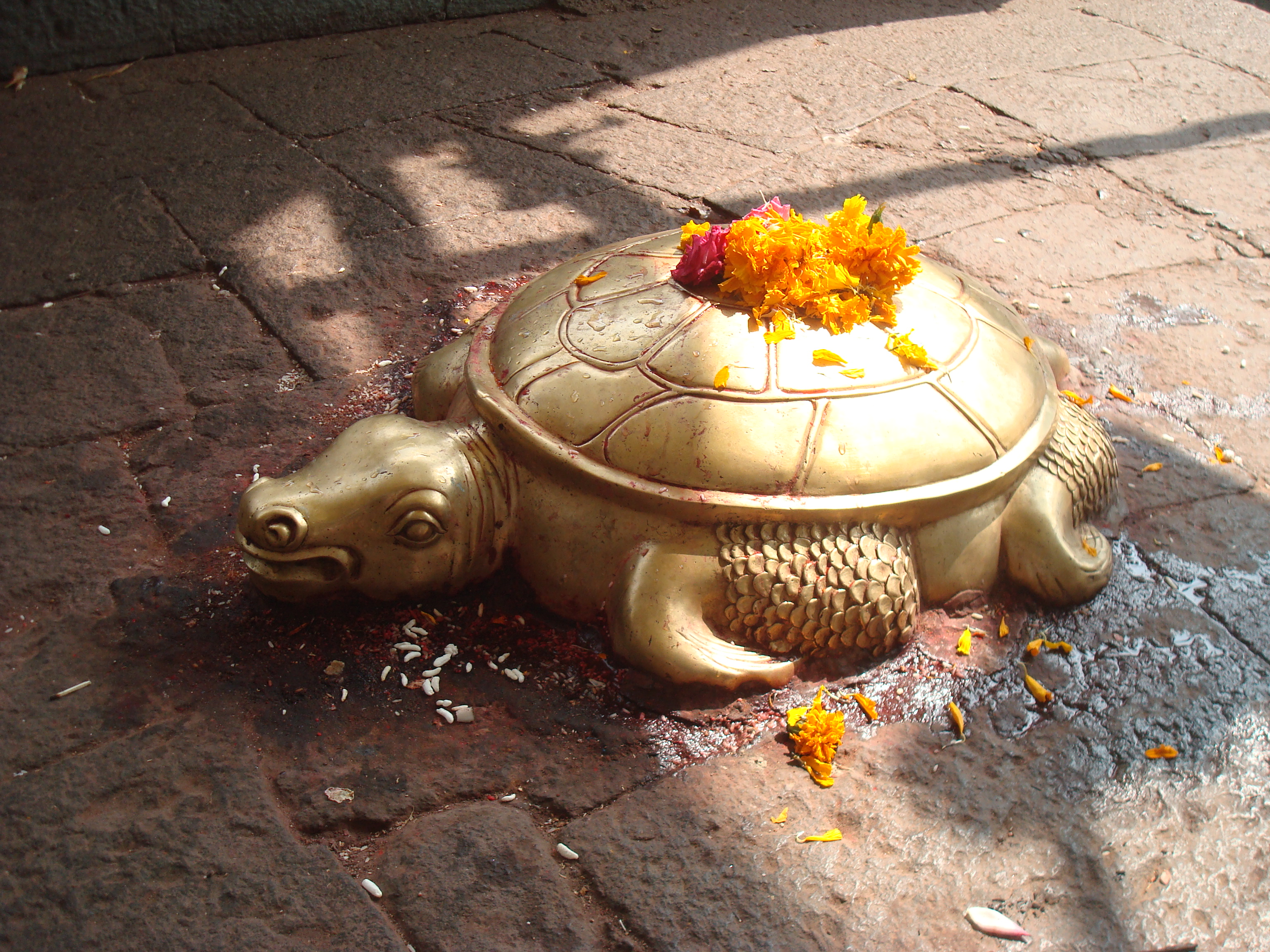
Kurma au temple de Saptashrungi.

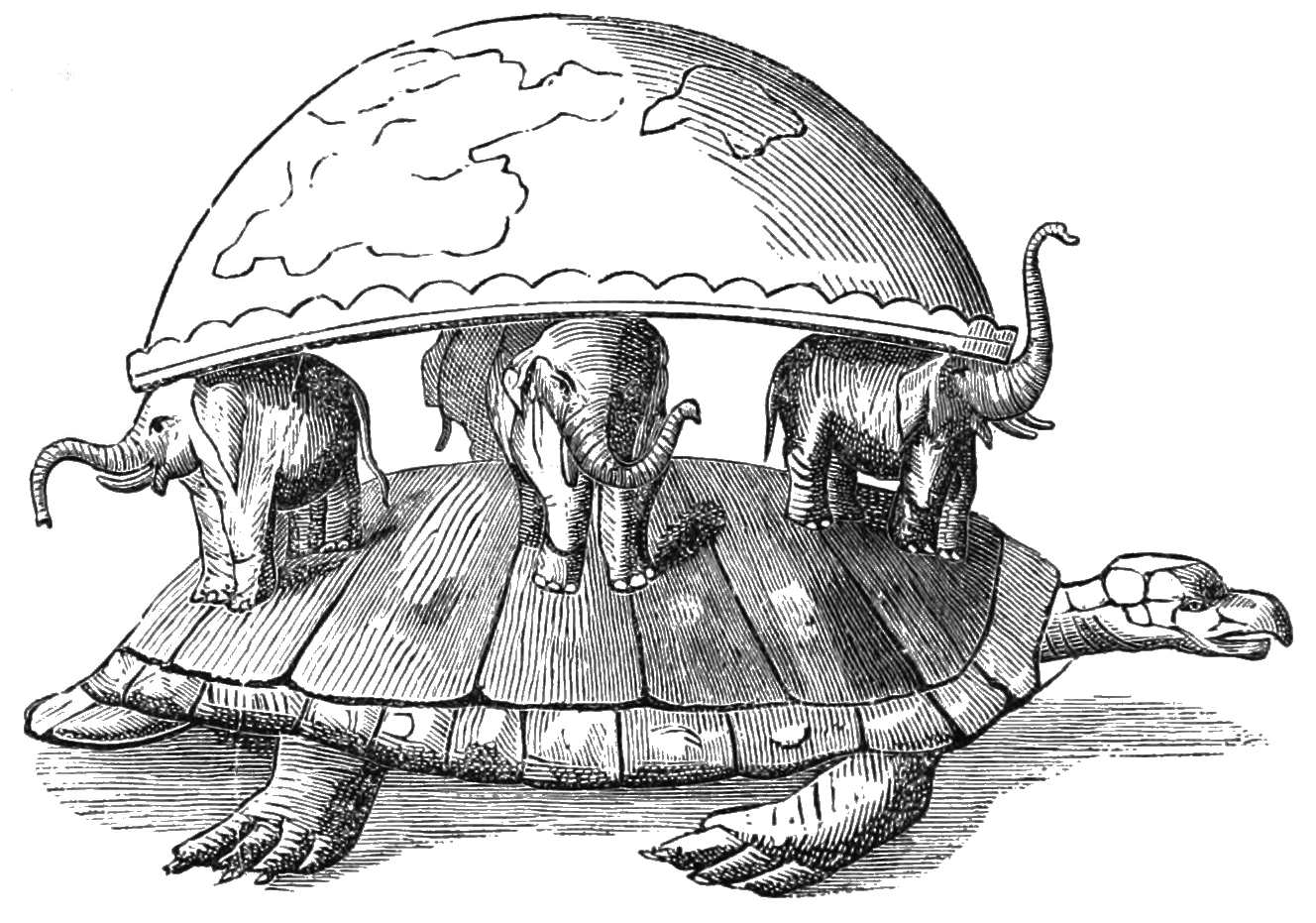
Représentation d'une tortue monde soutenant quatre éléphants qui soutiennent l'hémisphère terrestre.

En Inde, la tortue a une grande importance dans les mythes et légendes. La tortue Kurma est le second avatar, la seconde incarnation de Vishnu sur terre (descendu pour montrer la voie aux hommes, pour sauver l'humanité).

La tortue est aussi le support du monde, qu'elle porte sur sa carapace : 

« Au Tibet comme en Inde, la tortue cosmophore est une incarnation, tantôt d'un Bodhisattva, tantôt de Vishnou qui, sous cette forme, présente un visage vert, signe de régénération ou de génération, lorsqu'il émerge des eaux premières, portant la terre sur son dos. »

 Une telle légende a pu être étayée par l'existence, en Inde, de carapaces fossilisées de Testudo atlas, tortue terrestre de 2,5 mètres de long et dont le poids est estimé à près d'une tonne.

### Europe
En Grèce antique, une divinité, Chélone, fut changée en tortue pour avoir refusé de se rendre aux noces d'Héra et Zeus ; chez Ésope, une Fable met en scène la tortue qui inspira, en Occident, Jean de La Fontaine pour Le Lièvre et la Tortue, ainsi que des expressions populaires du type « lent comme une tortue ».

### Océanie

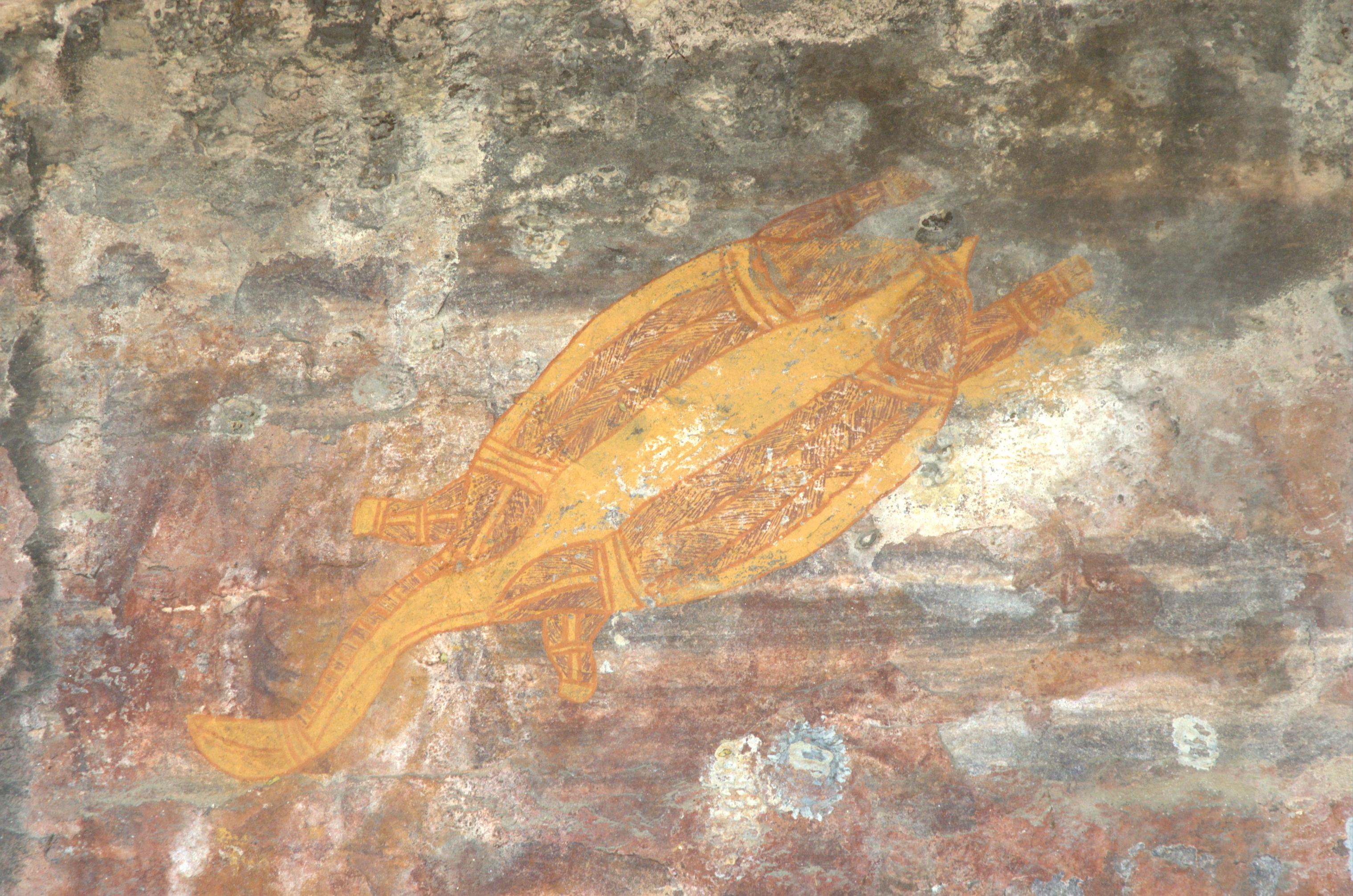
Peinture rupestre de tortue dans le parc national de Kakadu en Australie

En Polynésie, la tortue est associée à la longévité et à la fertilité.

## Caractère emblématique[13]

### Héraldique

Armoiries des îles Caïmans.

#### Billets et timbres
L’héraldique est le terme générique qui désigne la science des blasons et des armoiries dont quelques explications seront données au fur et à mesure du développement du sujet. L’étude chéloniophile ci-après réalisée par Boussac, Facy et Riera concerne les pays et les villes connus.
Il n’est pas indispensable d’être de la noblesse titrée pour avoir un blason. Il suffit parfois que nos ancêtres aient été au service d’un seigneur lors d’un conflit, même comme simple écuyer, pour avoir aussi un blason décliné de celui de son maître ; l’écu étant le signe de reconnaissance particulier évitant de s’entretuer et de se regrouper sans risque d’erreur lors des batailles.

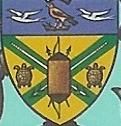
Détail nouvelles armoiries Salomon.

En héraldique, la tortue fait partie des ‘Figures’ ou ‘Meubles’. Elle est majoritairement représentée vue ‘de dos, la tête vers le chef’, le chef étant la partie supérieure du blason. Lorsqu’elle est représentée dans sa coloration réelle, elle est dite ‘au naturel’. Elle symbolise un ‘juge intègre’. Dans d’autres couleurs sa signification varie. De ‘sable’ (noir), elle symbolise la prudence et la modestie, ‘d’or en champ d’azur’ (dorée sur fond bleu), un prudent retard et en ‘champ d’azur’ (noire sur fond bleu), la pauvreté contente.
Les îles Caïmans, les îles Salomon, et les Seychelles ont des tortues dans leurs armoiries. La tortue est également représentée dans une moindre mesure aux îles British Indian Océan Territory (B.I.O.T.), en français, Territoires Britanniques de l’Océan Indien dont il ne subsiste que l’archipel des Chagos où se trouve la base militaire anglo-américaine de Diego Garcia.

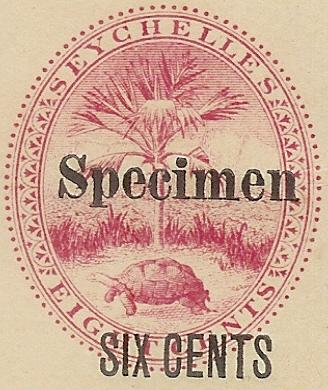
Entier Seychelles (1895).

Les îles Caïmans ont représenté une tortue de couleur sinople (vert) positionnée ‘en timbre’ au-dessus du blason. Le vert de la tortue était de rigueur, c’est une Chelonia mydas. On trouve les armoiries sur les timbres postaux et les billets de banque.
Quelques timbres des îles Salomon illustrés de leurs armoiries comportent une ou deux tortues, depuis l’indépendance en juillet 1978. Avant l’indépendance, les valeurs fiduciaires (timbres ou monnaies) comportaient obligatoirement soit l’effigie de la Reine d’Angleterre, soit le lion britannique ‘tiercé en fasce’ (dans le tiers supérieur du blason) ou les deux. Après l’indépendance, le 7 juillet 1978, la Reine et le lion disparaissent. Ils sont remplacés par deux mouettes et un faucon.

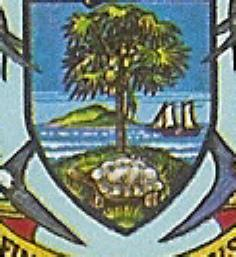
Détail armoiries Seychelles.

Comme pour les Iles Caïmans, les Seychelles ont eu deux types de blason. Le premier comportait une Dipsochelys elephantina (tortue géante) abritée sous un palmier. Ce blason illustrait les premières ‘enveloppes entiers’ entre 1885 et 1910, puis a été repris sur les timbres jusqu’à l’indépendance, le 28 juin 1976.
Les timbres postaux des Seychelles sont presque toujours armoriés plein champ ou quelquefois, de manière très restreinte, dans un angle.
Après l’indépendance, nouvelle présentation, le palmier disparaît au profit d’un cocotier et un voilier navigue en arrière-plan symbolisant le caractère maritime des Seychelles.
Avant l’indépendance, comme pour les Iles Salomon, les billets de banque comportaient des effigies des différents monarques anglais. Après l’indépendance, les motifs deviennent plus locaux, faune, flore, monuments, etc. Les armoiries apparaissent sur le papier-monnaie qu’à partir des émissions de 1998 dans l’angle supérieur gauche.
British Indian Ocean Territory - B.I.O.T.- Territoire Britannique de l’Océan Indien

Armoiries de B.I.O.T.

Les trois vagues blanches sur fond azur représentent l’Océan Indien. Le palmier symbolise la force de la flore tropicale. La couronne est celle de Saint Edouard et le drapeau en haut du blason est ‘l’Union Jack’, celui du Royaume-Uni.
Les deux tortues, à ‘dextre’ une Eretmochelys imbricata (tortue à écaille), à ‘senestre’ une Chelonia mydas (tortue à soupe) sont placées ‘en tenant’ ou comme ce sont des animaux, on devrait dire ‘en support’.
En héraldique, dextre signifie ‘droite’, senestre ‘gauche’. C’est simple, il s’agit des mots latins. Où ça se complique, c’est que l’écu était fait pour être vu des amis ou des adversaires venant ‘de face’. Le chevalier le tenait à son bras, le côté que l’on voit à notre gauche correspondait bien à la droite du porteur. Les côtés sont donc inversés !  
La devise latine des B.I.O.T. inscrite sous le blason, ‘In Tutela nostra Limuria’ signifie ‘Limuria est de notre charge’. Limuria est le nom du continent légendaire de l’Océan Indien comme l’Atlantide est celui de l’Océan Atlantique. Les îles Chagos sont les sommets restant des montagnes de ces terres mythiques.

#### En France

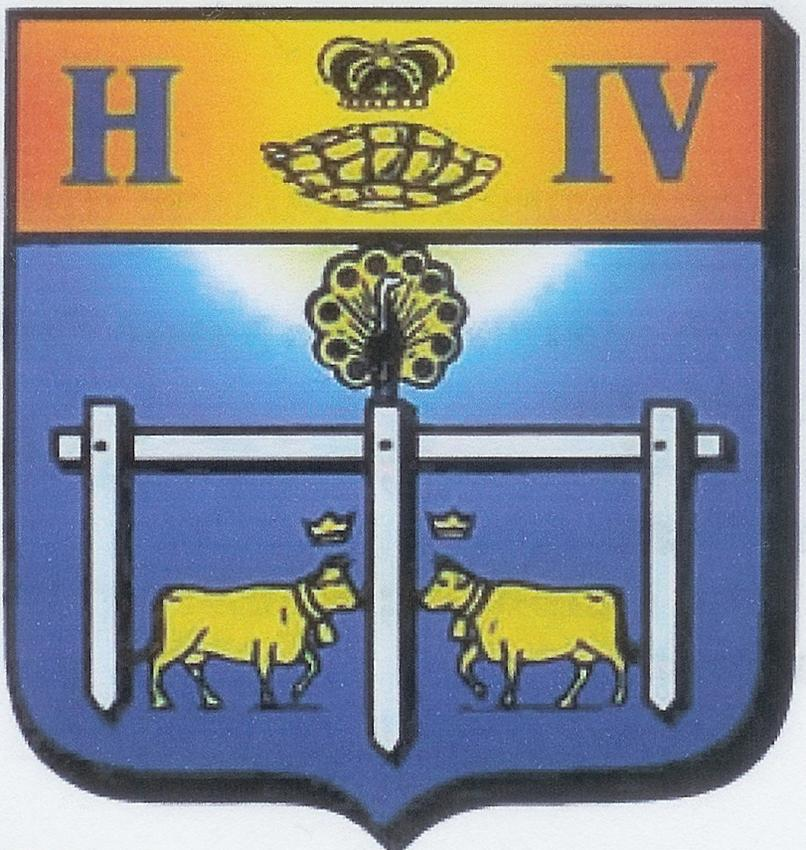
Armoiries Pau.

On trouve des tortues dans les armoiries des villes de Pau dans les Pyrénées Atlantiques et de Wettolsheim, petite ville viticole du Haut-Rhin.
La description des armoiries de Pau est la suivante : d’azur à la barrière de trois pals aux pieds fichés d’argent, sommée d’un paon rouant d’or accompagnée en pointe et intérieurement de deux vaches affrontées et couronne royale fermée d’azur rehaussé d’or, accompagnée à dextre de la H capitale et senestre du chiffre IV romain aussi d’azur.	

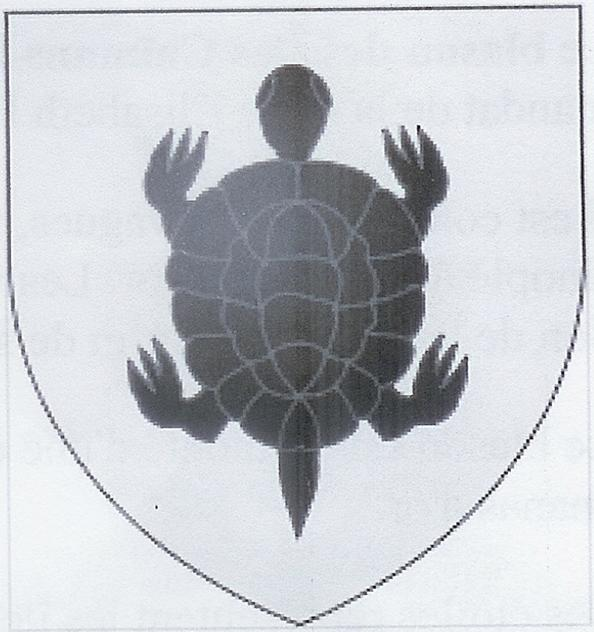
Blason ville de Wettholsheim.

En béarnais, ‘pau’ signifie palissade, les trois pals rappellent le Comte de Foix, le paon se dit ‘Paou’ et les 
vaches sont celles des armes des Seigneurs du Béarn.
Le chef, la partie supérieure portant le H, le IV, la carapace de tortue et la couronne a été ajouté sous le règne de Charles X (vers 1820) en mémoire de la naissance d’Henri IV, fondateur de la dynastie des Bourbons dont le berceau aurait été une carapace de tortue de mer.
Les armoiries complètes sont relativement peu usitées sur les documents officiels au profit du seul ‘berceau d’Henri IV’ comme sur l’E.M.A. (Empreinte Mécanique d’Affranchissement) de la poste.
La description du blason de Wettolsheim se réduit à une formule très simple : d’argent à une tortue de sable posée en pal.

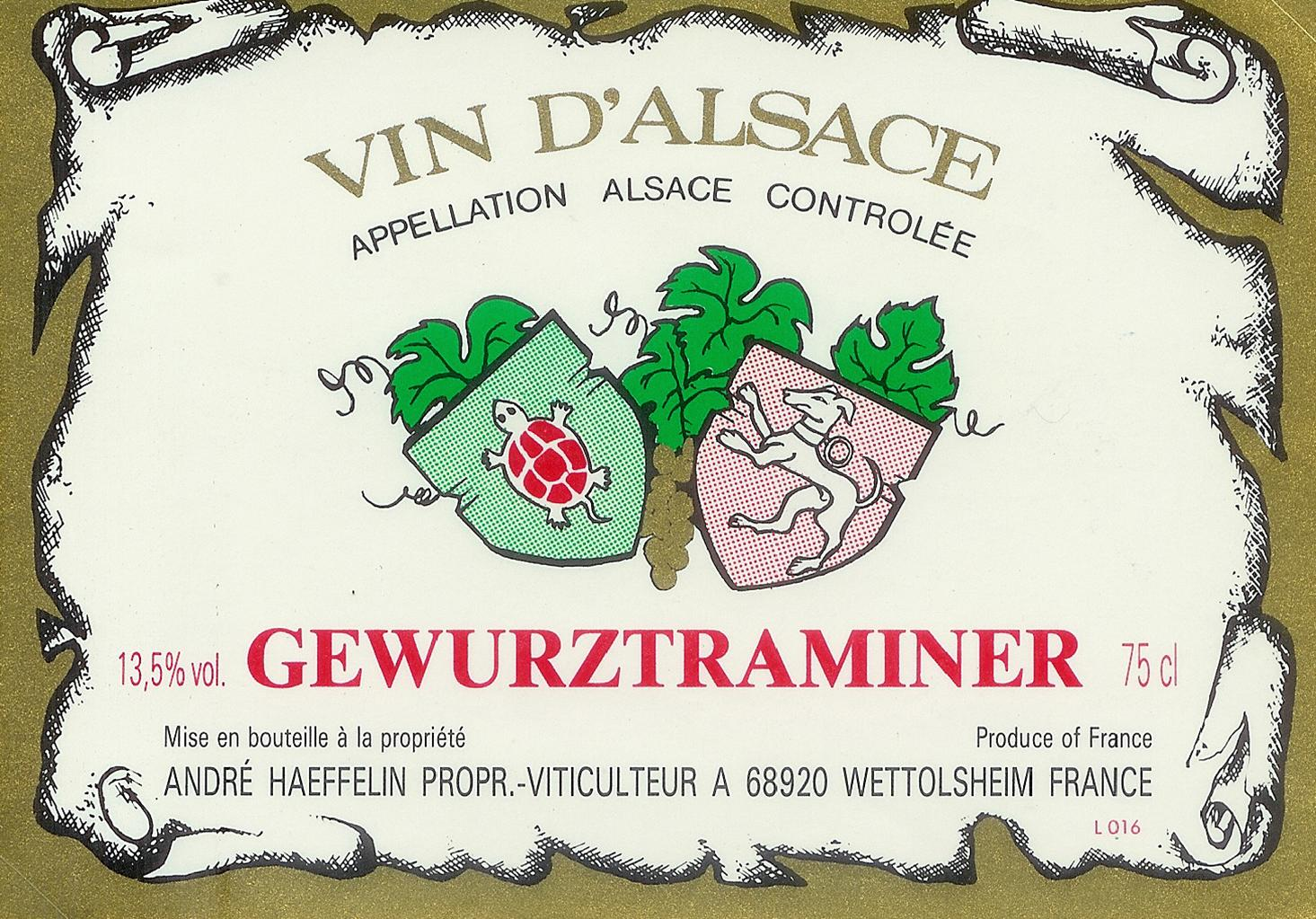
Gewurztraminer d’André Haeffelin.

D’aucuns prétendent que lors d’un passage dans la région, le Roi Louis XIV remarqua la position courbée des viticulteurs travaillant dans les vignes, position qui ne laissait apparaître que leurs dos à la manière des tortues et la région ayant été rattachée au royaume, la carapace symboliserait la protection royale.
Le ‘Grand Armorial’ établit à l’époque prit en compte cette symbolique. Les armes de la ville sont utilisées par la mairie ainsi que par quelques viticulteurs locaux qui peuvent reproduire l’écusson avec le blason ‘à la tortue’ sur les étiquettes de leurs bouteilles de vin.
Certaines enveloppes illustrées de la mairie ont voyagé en ‘franchise postale’ pour la correspondance entre les administrations. Le 1er janvier 1996, la franchise postale a été supprimée, sauf pour quelques cas très particulier comme les courriers avec la Présidence de la République et le Conseil Constitutionnel.

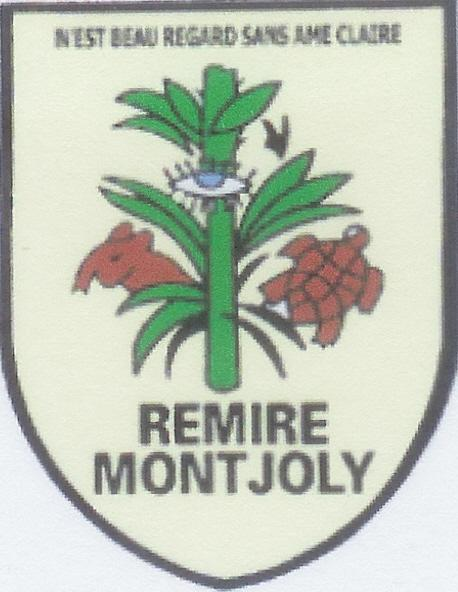
Armoiries de Rémire-Montjoly.

#### En Outre-Mer
En banlieue résidentielle de Cayenne (Guyane), Rémire-Montjoly comporte une tortue dans son blason. Anciennement appelée Armire, cette ville a été créée par Jean Duplessis en 1652. Au fil du temps, son nom a été modifié en Rémire.
En 1902, suite de l’éruption de la Montagne Pelée, de nombreux rescapés martiniquais se sont installés sur le domaine de Montjoly et après la deuxième guerre mondiale, les deux noms sont réunis pour former une commune unique.

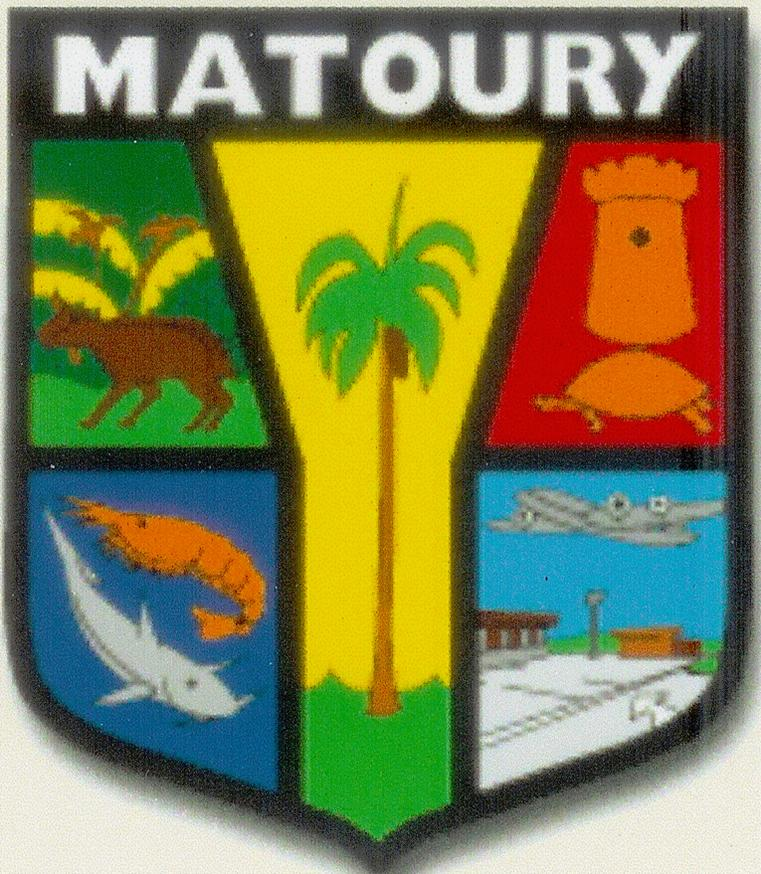
Armoiries de Matoury.

Le blason sur fond jaune d’or est bordé d’un liseré rouge. Il porte l’inscription ‘Rémire-Montjoly’. Dans le milieu de l’écu, sur sa longueur et l’occupant dans sa totalité, une canne à sucre pour rappeler le fait que la canne fut plantée pour la première fois à Rémire, importée en 1877 par Mademoiselle Poivre, une ancêtre de PPDA (Patrick Poivre d’Arvor). Surmontant la tige de canne à sucre, presque jusqu’au faîte, un œil pour symboliser la propriété de Monseigneur de Beauregard. C’est sa devise qui sert actuellement à la commune ‘N’est beau regard sans âme claire’. A dextre, une tête de tapir évoque la forêt qui abrite ces animaux, à senestre, une tortue rappelle la partie maritime de la commune.
Le blason de la commune de Matoury, autre ville de Guyane, est assez compliqué. Il est composé de six parties aux couleurs et aux caractères distincts.

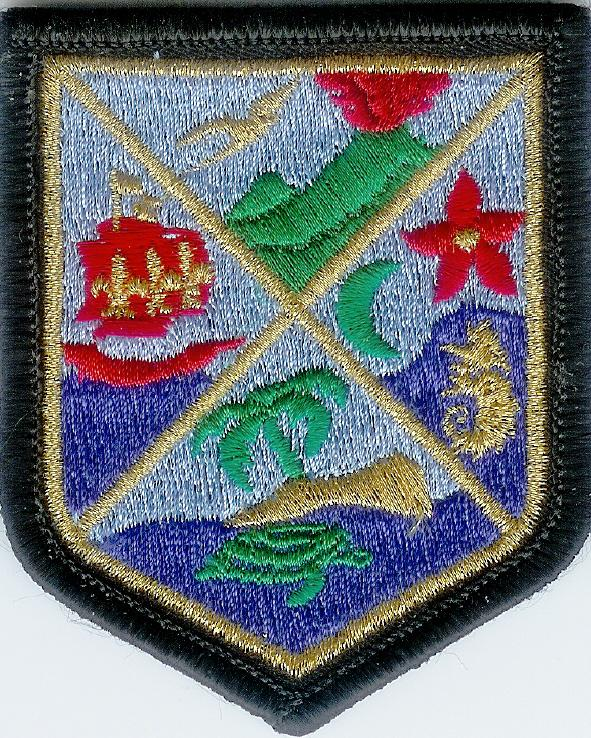
Ecusson d'épaule La Réunion.

Le chef, sur fond sable, porte le patronyme de la commune. Sur le flanc dextre, un agouti (rongeur ressemblant à un grand cobaye) sur un décor de forêt sinople, illustre l’abondance de ce mammifère sur le territoire de Matoury. Sur le flanc senestre en fond de gueules (rouge), le fort Trio situé à l’entrée de la crique, est soutenu par une tortue qui rappelle que le territoire est occupé, dans sa plus grande partie, par des marécages abritant ces animaux qui conservent une place très importante dans les traditions populaires. Elle symbolise aussi la longévité. Sur le canton de pointe dextre, crevette et poisson sur fond azur sont la marque de l’importante activité économique tournée vers la pêche dans le port du Larivot. Le dernier canton de pointe senestre, symbolise l’aérodrome de Rochambeau qui accueille des dizaines de milliers de voyageurs.
Deux insignes militaires complètent nos recherches sur les écus. Il s’agit de ceux des Groupements de Gendarmerie de la Réunion et de Mayotte.

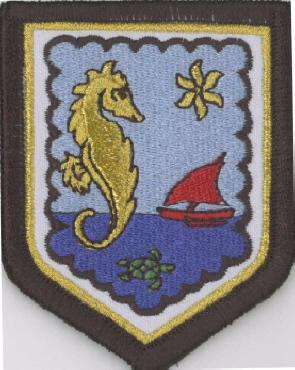
Écusson d'épaule Mayotte.

Créé par Louis XV en 1765 après la faillite de la Compagnie des Indes, les compagnies de Maréchaussée s’installent à Saint-Denis, Sainte Suzanne, Saint Paul et Saint Pierre. En 1791, la Maréchaussée devient Gendarmerie nationale. Description des armoiries de la Réunion : écartelé en sautoir avec volcan en éruption, bateau de gueules sur flots azur, étoile de mer, hippocampe, île et tortue marine.
La Compagnie de La Réunion devient Groupement en 1960 puis Légion de l’Océan Indien en 1964. Cette Légion est dissoute en 1973 pour devenir Groupement de la Réunion qui intègre les Îles Éparses puis Mayotte en 1975. C’est seulement le 15 mars 2004 qu’est créé le Commandement de la Gendarmerie de Mayotte.
Il n’y a pas de description héraldique particulière pour Mayotte. Cet écusson très récent est un montage d’éléments déjà utilisés pour la Réunion. On retrouve l’hippocampe, le bateau et la tortue. L’étoile de mer a disparu au profit d’une vraie étoile, le soleil.

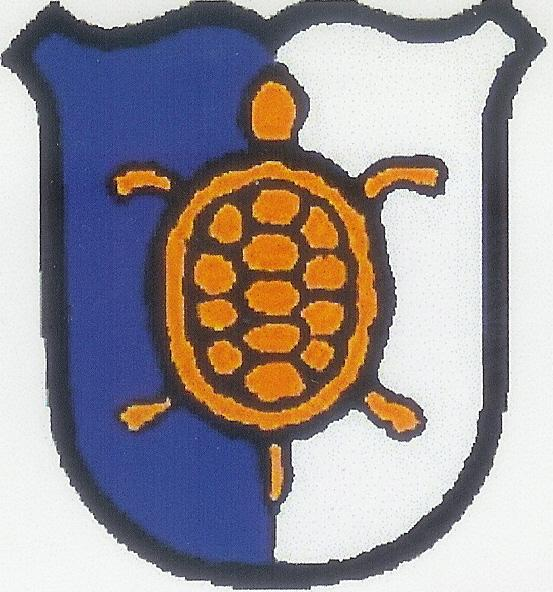
Armoiries de la ville de Crottendorf.

#### En Allemagne
En Allemagne, on trouve 4 communes dont le blason est illustré d’une tortue.

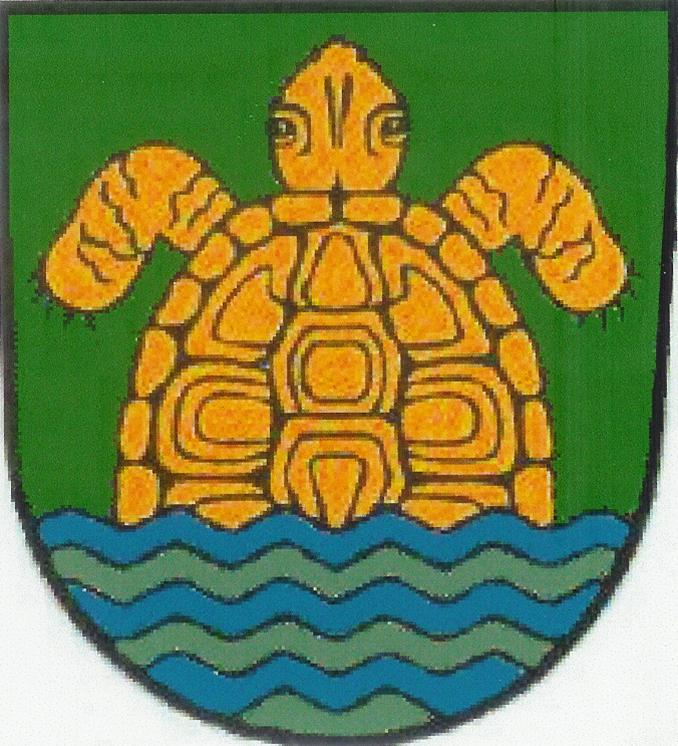
Armoiries de la ville de Grünheide.

Crottendorf est une petite commune de Saxe (- de 4 500 h.) sur la frontière avec la Tchéquie. Le nom de Crottendorf viendrait du fait que les premiers occupants des lieux étaient des crapauds et des tortues. En allemand, crapaud se dit kröten (crotten) et Dorf signifie village d’où le nom de la commune. Le blason représente une tortue jaune sur fond vert, le crapaud n’étant pas une figure d’héraldique. Une autre version indique que le premier ‘propriétaire officiel’ de la région aurait été le chevalier de la Crotte au milieu du XIIe siècle. La première explication est celle de la mairie.

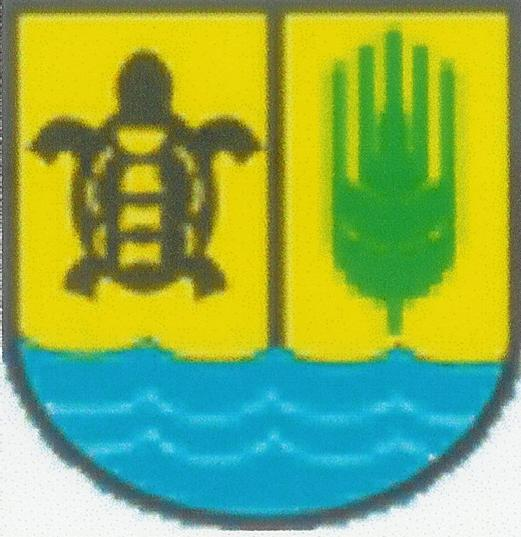
Armoiries de la ville de Hönow.

Vous pourrez trouver une seconde version du blason de Crottendorf. Il est découpé en deux quartiers. Le parti dextre azur et le senestre argent (blanc) portent une tortue orangée en pal. Ce blason est plus figuratif que le précédent, plus conforme à la technique de représentation des écus. Il pourrait correspondre à celui du chevalier de la Crotte et ainsi conforter la deuxième explication du nom du village et ses armories.
Armoiries de la ville de Grünheide, seconde municipalité allemande, est une commune du Land de l’Oder-Spree située au sud-est de Berlin dans la région du Brandebourg. Son blason se compose sur fond sinople où émerge de trois vagues azur et trois vagues sinople, une tortue orangée en pal. Malgré nos multiples recherches, on n’a pu découvrir aucune explication sur l’origine de ces armoiries.
Cette agglomération compte quatre villages dont deux ont des blasons avec tortue.

Armoiries de la ville de Hoppegarten.

Hönow est une commune du Brandebourg située à la frontière nord de Berlin dont elle était ‘zone libre’ du temps de l’occupation. Le petit village du XIIIe siècle a bien grandi et il est devenu une banlieue résidentielle très prisée de Berlin.
Son blason est décrit de la manière suivante : porté par 3 vagues d’azur et 2 argent sur fond orangé, coupé mi-parti en chef dextre, une tortue de sable en pal, mi-parti en chef senestre, une fleur de houblon stylisée.
Hoppegarten est une localité jouxtant la précédente. Son nom est dérivé du mot ‘houblon’. La traduction littérale signifie ‘jardin de houblon’.
Son blason très récent est dérivé de celui de Hönow, la cité voisine à laquelle Hoppegarten est rattaché : coupé mi-parti en chef dextre, un fer à cheval argent sur fond sinople coupé mi-partie en chef senestre, une fleur de houblon sinople sur fond d’argent, coupé en pointe sur fond d’azur, une tortue d’argent.
La différence notable entre les deux blasons est la présence du fer à cheval. Elle s’explique par la création récente d’un hippodrome et d’un grand centre équestre.

#### En Italie[14]
En Italie, on retrouve la tortue en Toscane avec un quartier de Sienne et Cosme Ier de Médicis.
Il existe en Italie le blason d’un quartier de Sienne, ville où se dispute une très ancienne course de chevaux, le Palio. Cette épreuve met en concurrence 17 quartiers de la ville, les Contrades symbolisés chacun par un animal fétiche. Un de ces quartiers est celui de la Tortue, la ‘Contrade della Tartuca’.
À l’origine, la ville de Sienne était partagée en 3 ‘Terzi’ (Tiers), chaque tiers étaient divisé en ‘Contrade’ correspondant aux paroisses. C’est ainsi que la Contrade della Tartuca est sous la protection de saint Antoine de Padoue, Saint Patron de son église.
Le Palio, un carrousel équestre médiéval, se court en principe deux fois l’an en hommage à la Vierge, le 2 juillet pour ’Sainte Marie de Provenzano’ et le 16 août pour ‘Notre Dame de l’Assomption’, avec parfois une troisième compétition en septembre pour de grandes occasions comme le centenaire de l’État italien, l’an 2000 ou la conquête de la lune…
La devise de la Contrade de la tortue est « Force et persévérance, je porte » dont la signification serait la constance pour ne pas dire l’entêtement, un caractère bien trempé chez la tortue qui arrive souvent la première.
À Florence, la tortue est choisie comme emblème par Cosme Ier de Médicis. C'est une tortue avec une voile sur la carapace illustrant sa devise festina lente.
La tortue est l’emblème de la locomotive E 444 des FS.

#### En Europe

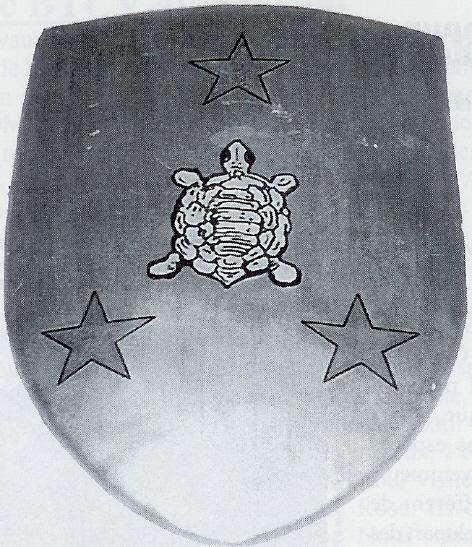
Blason templier à Malte.

Au musée des Templiers de La Valette à Malte, un bouclier portant une tortue terrestre au naturel encadrée de trois étoiles d’or. Nos recherches, pour découvrir le Chevalier possesseur de cet écu ainsi que la symbolique de l’assemblage, sont restées vaines.

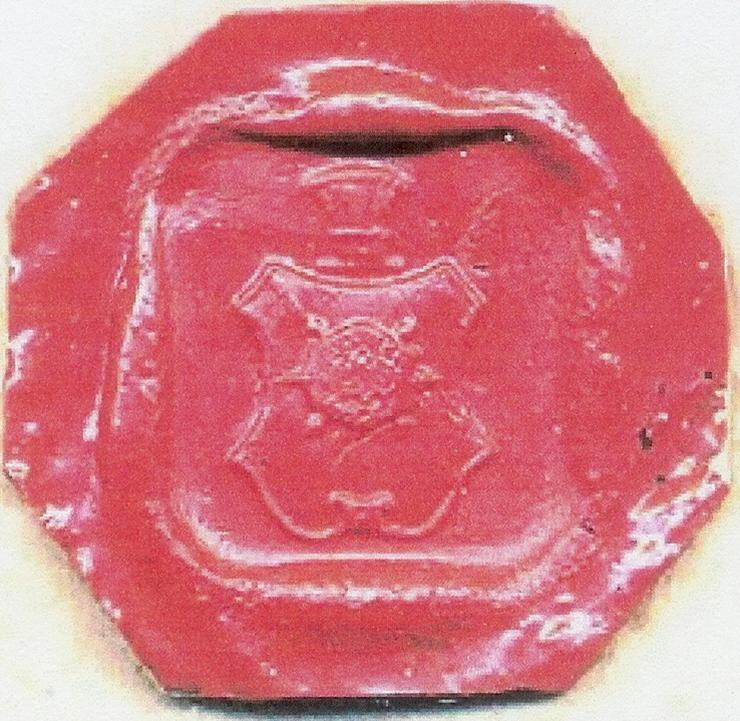
Sceau / armoiries des Goldie (Écosse).

Le sceau ci-contre est celui de la dynastie Goldie en Écosse. Il s’agit d’une empreinte destinée à garantir l’authenticité d’un document. Étymologiquement, le mot sceau vient du latin sigillum diminutif de signum, signe qui a donné signature. Un sceau est réalisé à partir d’une matrice en relief qui imprime le motif sur une matière molle qui va durcir telle de l’argile humide, de la cire chauffée ou du plomb : de sinople à la tortue d’argent. Ce sceau fait partie des collections sigillographiques du musée départemental Dobrée de Nantes. Il n’y a aucune explication sur la présence de la tortue.

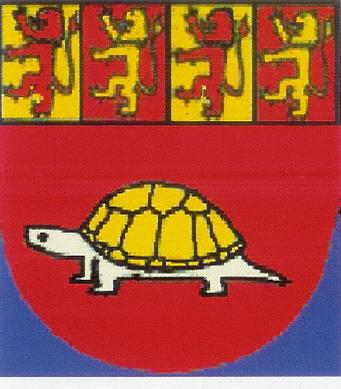
Blason ville d'Obyctov.

Le blason de la ville d’Obyctov, république tchèque, très récent comme ce nouvel état, a été créé en 1998 : écartelé, quarté en fasce, aux 1 et 3, d’or, d’un lion rampant de gueules, aux 2 et 4, de gueules, d’un lion rampant d’or, coupé de gueules, d’une tortue d’or passante.
Ce blason mérite quelques explications complémentaires quant à la présence de la tortue. Il fait référence à la forme très particulière de l’église Saint-Jean-Népomucène de la ville voisine de Zdar, bâtiment construit au XVIIIe siècle en forme de tortue. (voir le schéma)

Autre curiosité et peut-être un début d’explication. Yvan Theimer, sculpteur tchèque contemporain qui utilise des tortues dans plusieurs de ses œuvres, est né à Olumuc, une ville voisine.

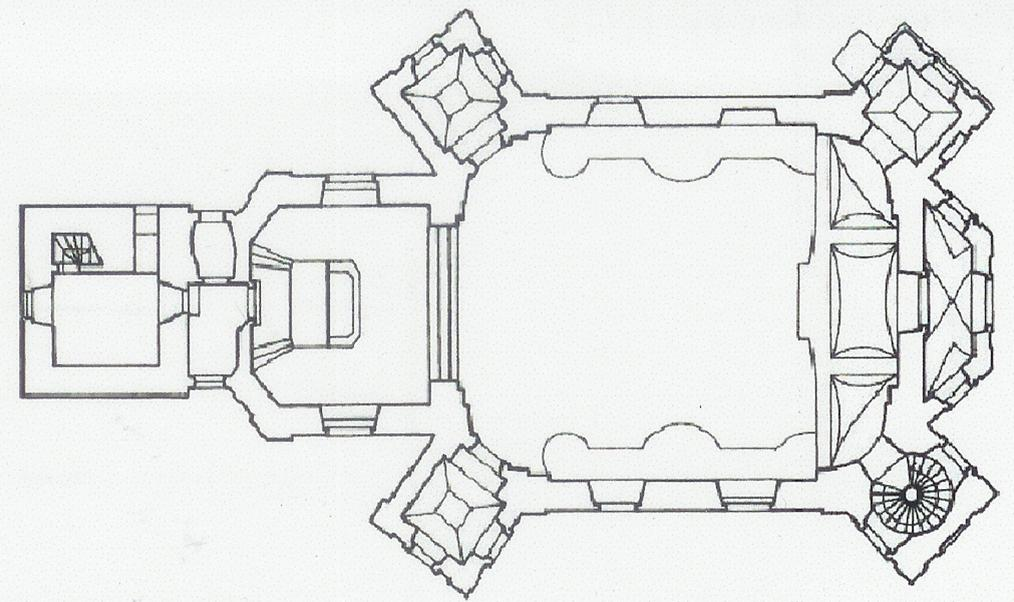
Croquis église Saint Jean Népomucène, voisine de la ville de Zdar.

#### Dans le reste du monde
Le blason canadien suivant vient de la province de l’Ontario. Il s’agit des armoiries de l’Université de Ridgetown. La Ridgetown District High School est une Université destinée aux adultes pour la formation professionnelle continue. Sa devise inscrite sur le bandeau résume bien cet objectif : Learning for Life signifiant ’étudier pour la vie’.
La définition des armoiries est assez complexe : divisé en chevron d’argent sur azur, en pointe un masque de léopard ceint d’une couronne composée d’un cercle rehaussé de 4 feuilles de chêne dont sont visibles l’une de face et deux de profil, alternant avec 4 glands dont deux sont visibles, le tout d’argent, au chef d’azur chargé d’une tortue vue de dos la tête en haut, accostée de deux lampes antiques allumées et affrontées, le tout d’argent.
Ces armoiries récentes, créées officiellement le 9 mai 1995, synthétisent les éléments constitutifs et symboliques de cette université. Le bleu et le blanc sont les couleurs de l’école. Le chevron symbolise la crête (ridge en anglais) un trait géographique de la région représenté dans les armes de Ridgetown. La tête de lion (un léopard dans la description) est la mascotte de l’institution. Sa couronne de feuilles de chêne et de glands évoque un vieux chêne situé dans le parc et fait allusion au nom de l’équipe de l’école, les ‘Royals’. Les lampes, insignes du savoir, sont reprises de l’ancien emblème de l’école. La tortue est le symbole utilisé par les ‘Premières Nations’ (premiers occupants indigènes du territoire) et particulièrement par les Delawares de la vallée de la Thames. Cette rivière, relativement protégée, comporte nombre d’espèces animales rares dont la tortue molle à épines, Apalone spinifera.

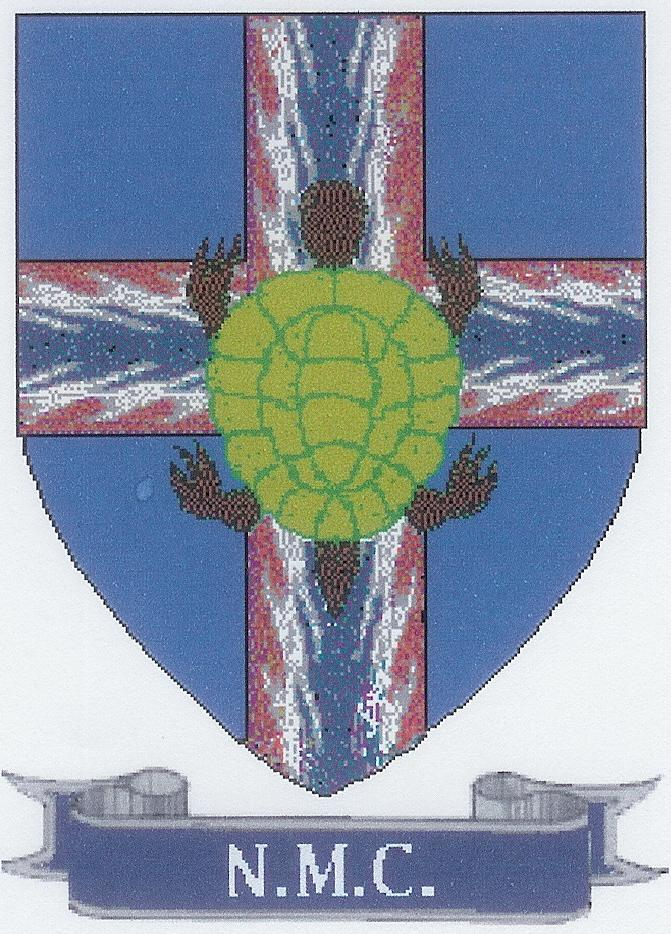
Blason des N.M.C.

La nation métis contemporaine désigne au Canada les personnes descendant à la fois des Européens et des Amérindiens par les mariages entre les Canadiens français et anglais avec les indiens autochtones : Cree, Ojeboué et Saulteaux. Ils vivent majoritairement le long de la Rivière Rouge et autour de Winnipeg. D’autres communautés sont installées au Québec, au Labrador, au Montana et au Dakota du Nord. Ce ‘peuple’ possède des statuts particuliers (droit du sol et rites).
La forme du bouclier représente le bleu français avec la croix qui devrait être en réalité blanche mais le choix définitif s’est porté sur la ceinture fléchée pour représenter la croix, symbole de la religion catholique qui a joué un grand rôle avec la Nation Métis. Le centre est occupé par la tortue, un des symboles important des premières nations.
Ce dernier blason termine la partie sur les pays, les communes et les villes. On écarte la partie concernant la trentaine de gentilshommes, leurs blasons contenant des tortues étant interdits de reproduction et soumis à des droits d’auteurs.

### Numismatique

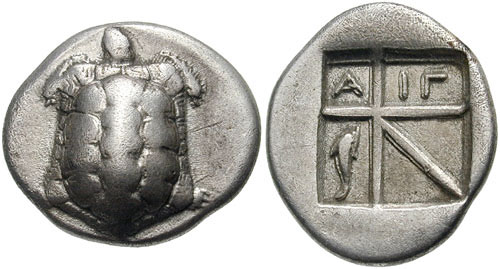
Drachmes d'Égine

La tortue a une importance toute particulière dans la numismatique. En effet, parmi les premières pièces de monnaie de l'Histoire, on trouve les drachmes d'Égine frappés d'une tortue sur l'endroit et dont l'existence remonte au VIIe siècle av. J.-C.

### Emblèmes nationaux

Armoiries des îles Caïmans

On peut retrouver une tortue sur le drapeau et sur les armoiries des îles Caïmans.

### Mascottes
La tortue est la mascotte de l'université du Maryland.

## Tortue dans l'art

### Littérature
- Joris-Karl Huysmans parle dans son livre À rebours d'une tortue dont il fait une longue description.
- Le Disque-monde, monde de fantasy parodique créé par Terry Pratchett, est porté par quatre éléphants, eux-mêmes portés par une tortue gigantesque naviguant lentement dans le cosmos.
- La Fausse Tortue, personnage qui apparaît dans Les Aventures d'Alice au pays des merveilles de Lewis Carroll (1865).

### Peinture

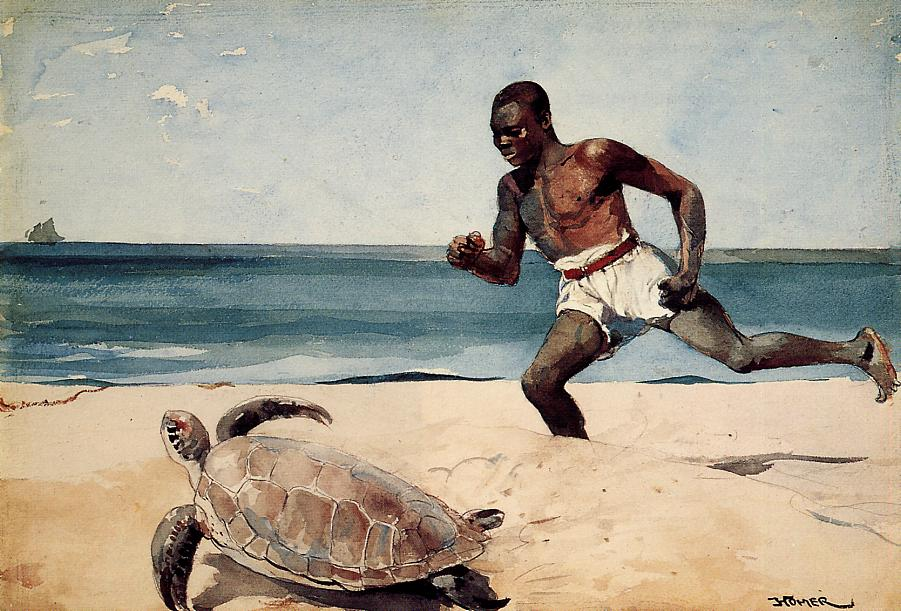
Rum Cay, 1893
Winslow Homer
Worcester Art Museum

Le peintre Winslow Homer installé à la fin de sa vie dans un petit village côtier du Maine, trouve avec l'âge les hivers de plus en plus durs, et décide, à la fin des années 1880, de les passer aux Bahamas. Neuf aquarelles de ces voyages en mer sont reproduites par The Century Magazine (1885-1886). Au cours de l'hiver 1898-99, il peint un homme poursuivant une tortue. Cette façon de chasser la tortue, consistait à surprendre la femelle sur la plage pendant qu'elle pondait ses œufs.

## Dans la culture populaire

### Animation
La tortue est très utilisée pour créer des personnages animés, notamment dans les films et séries d'animation pour enfants. On peut par exemple citer le personnage principal la série animée Franklin, Verne dans le film Nos voisins, les hommes, les Tortues Ninja, Avatar: the last airbender ou Squiz dans le film Le Monde de Nemo.
- La Tortue rouge (2016)

### Bande dessinée
L'une des plus célèbres bandes dessinées mettant en scène des tortues anthropomorphisées est la série de comics américaine Les Tortues ninja notamment adaptée en série animée, en film, en film d'animation et en jeu vidéo. Dans le manga Dragon Ball, le vieux maître Tortue Géniale est ami avec une tortue marine, Umigame.

### Jeux vidéo
- Dans les jeux Mario, la race des Koopa dont les personnages de Bowser, Bowser Jr., et les Koopalings semble être inspiré de tortues.
- Quelques Pokémons sont inspirés de tortues, Carapuce, Tortipouss, Carapagos, Khélocrok et leurs évolutions mais également Chartor, Boumata et Caratroc.
- Bentley dans Sly Raccoon.
- Moya dans Little Big Adventure 2.
- Le Conseiller Gromit dans la licence Spyro the Dragon.
- Dans Read Dead Redemption 2, les Chéloniens considère la tortue comme un animal sacré.

## Utilisation de la tortue dans les dénominations
La tortue est un animal très utilisé pour la toponymie. On peut par exemple citer l'île de la Tortue ou le quartier de Turtle Bay à New York.